# Parafia św. Brata Alberta w Nowym Chechle
Parafia pw. św. Brata Alberta w Nowym Chechle – parafia rzymskokatolicka z siedzibą w Nowym Chechle, należy do diecezji gliwickiej, dekanatu Żyglin.

## Zasięg parafii
Do parafii należą wierni z Nowego Chechła, mieszkający przy ulicach: Brata Alberta, Marii konopnickiej, Lasowickiej, Leśnej i Powstańców.